# Eustathe Joseph Mounayer
Eustathe Joseph Mounayer (* 6. Juni 1925 in Katana, Syrien; † 16. Februar 2007) war Erzbischof im syrisch-katholischen Erzbistum Damaskus in Damaskus, Syrien.

## Leben
Eustathe Joseph Mounayer empfing am 23. April 1949 die Priesterweihe. 1971 wurde er von Paul VI. zum Weihbischof im Erzbistum Antiochia im Libanon bestellt sowie zum Titularbischof von Hierapolis in Syria dei Siri ernannt. 1978 folgte die Ernennung zum siebten Erzbischof des Erzbistums Damaskus. 2001 wurde seinem Rücktrittsgesuch als Metropolit von Damaskus durch Johannes Paul II. stattgegeben; er war bis zu seinem Tode 2007 als Weihbischof in Antiochia tätig.